# Ruth Eweler
Ruth Eweler, née à Eiringhausen (de) (Plettenberg) le 19 mars 1913 et morte à Berlin-Steglitz le 1er octobre 1947, est une actrice allemande.

## Biographie
Ruth Eweler est apparue dans de nombreux films dans les années 1930 et 1940, tenant notamment le premier rôle féminin dans le film de 1937 La Fille du samouraï, une co-production germano-japonaise.

## Filmographie partielle

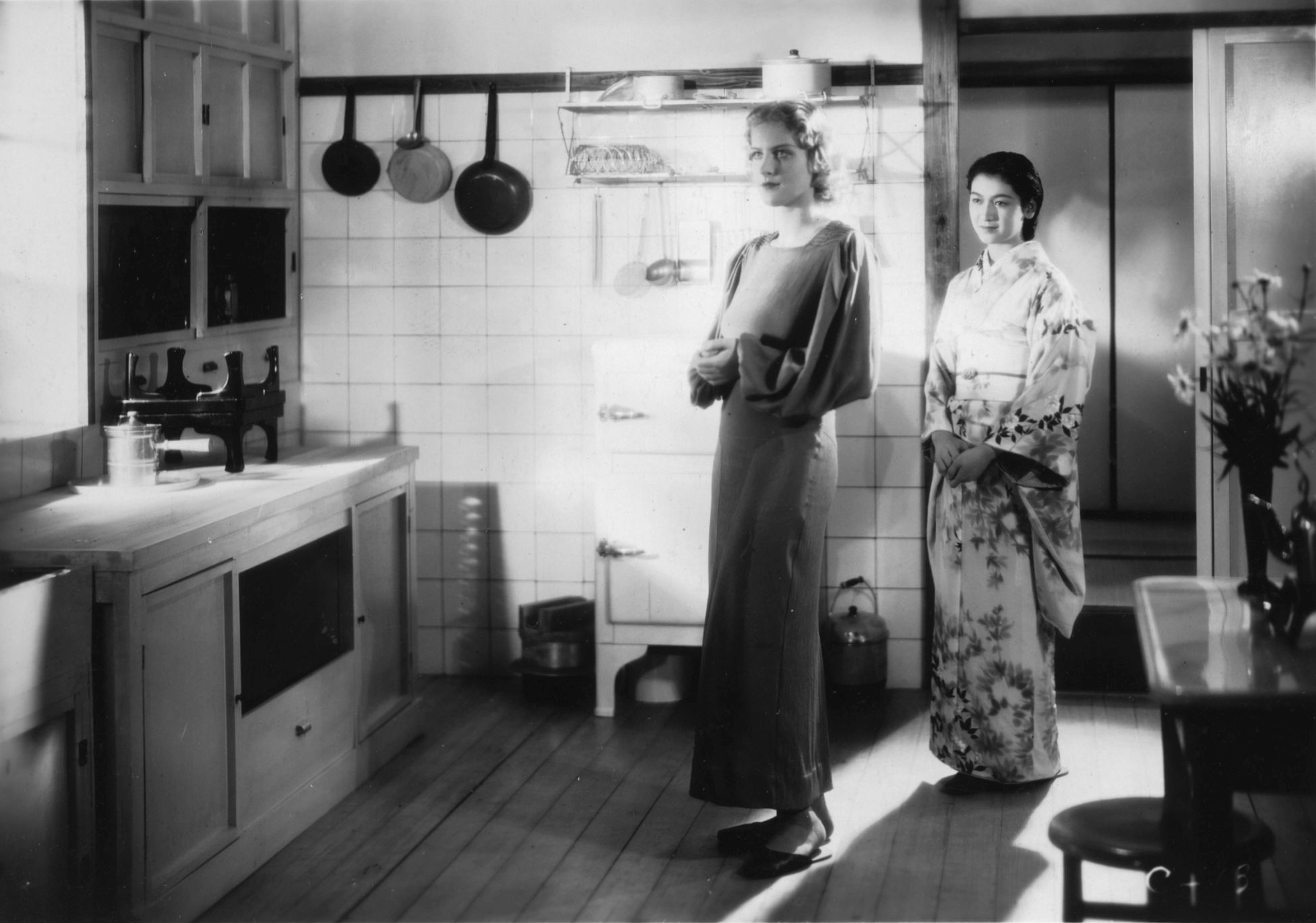
Ruth Eweler et Setsuko Hara dans La Fille du samouraï (1937).

- 1935 : Les Deux Rois (Der alte und der junge König, Friedrichs des Großen Jugend) de Hans Steinhoff
- 1936 : August der Starke de Paul Wegener :
- 1937 : La Fille du samouraï (Die Tochter des Samurai) d'Arnold Fanck et Mansaku Itami